# Gary Ray Bowles
Gary Ray Bowles (25 tháng 1 năm 1962 – 22 tháng 8 năm 2019) là một kẻ giết người hàng loạt người Mỹ đã bị tử hình vào năm 2019 vì tội giết 6 người đàn ông vào năm 1994. Bowles đôi khi được gọi là Kẻ sát nhân I-95 vì hầu hết nạn nhân của anh ta sống gần đường cao tốc Interstate 95.

## Đầu đời
Bowles sinh ra ở Clifton Forge, Virginia, và lớn lên ở Rupert, Tây Virginia. Cha của anh, Frank, người làm công việc khai thác than, đã chết vì bệnh phổi sáu tháng trước đó, và mẹ anh, Frances đã tái hôn nhiều lần. Bowles đã bị lạm dụng bởi người cha dượng thứ hai của mình, một kẻ nghiện rượu bạo lực, người cũng bạo hành mẹ và anh trai của Bowles.
Việc lạm dụng tiếp tục cho đến khi 13 tuổi, Bowles chống trả và khiến cha dượng bị thương nặng. Anh bỏ nhà ra đi ngay sau đó, tức giận vì mẹ anh quyết định tiếp tục cuộc hôn nhân. Anh ta vô gia cư trong vài năm sau đó, kiếm tiền bằng nghề mại dâm cho nam giới.
Năm 1982, anh ta bị bắt vì đánh đập và tấn công tình dục bạn gái của mình, và bị kết án 6 năm tù. Năm 1991, sau khi ra tù, anh ta bị kết tội cướp không có vũ khí trong vụ trộm ví của một phụ nữ lớn tuổi, tội danh mà anh ta bị kết án thêm bốn năm tù giam.

## Giết người
Vào ngày 15 tháng 3 năm 1994, tại Bãi biển Daytona, Florida, Bowles đã giết nạn nhân đầu tiên được biết đến là John Hardy Roberts, 59 tuổi, người đã đề nghị cho anh ta một nơi ở tạm thời. Bowles đã đánh đập và bóp cổ anh ta đến chết, sau đó lấy trộm thẻ tín dụng. Cảnh sát nhanh chóng xác định anh ta là nghi phạm sau khi tìm thấy dấu vân tay và hồ sơ quản chế của anh ta tại hiện trường vụ án.
Trong 6 tháng tiếp theo, Bowles sát hại 4 người đàn ông khác: David Jarman, 39 tuổi, Milton Bradley, 72 tuổi (không có quan hệ gì với ông trùm kinh doanh người Mỹ ), Alverson Carter Jr., 47 tuổi và Albert Morris, 38 tuổi, ở Quận Nassau, Florida; Savannah, Georgia; Atlanta, Georgia; và Wheaton , Quận Montgomery, Maryland, tương ứng. Phương thức hoạt động điển hình của hắn là tự bán dâm cho nạn nhân trước khi đánh đập và bóp cổ, đồng thời lấy trộm thẻ tín dụng.
Trong khi chạy trốn, Bowles đã được FBI đưa vào danh sách 10 Kẻ đào tẩu bị truy nã gắt gao nhất của đất nước vì 4 nạn nhân được biết đến của hắn. Vào ngày 22 tháng 11 năm 1994, Bowles bị bắt vì tội giết Walter Jamelle "Jay" Hinton ở Bãi biển Jacksonville, Florida , và thú nhận tất cả 6 vụ giết người.
Sau khi bị bắt vì những vụ giết người, Bowles nói với cảnh sát rằng sau khi ra tù năm 1991, anh ta đã chuyển đến Daytona Beach, để sống cùng bạn gái và tiếp tục làm gái mại dâm. Theo Bowles, bạn gái của anh ta đã mang thai nhưng sau đó đã phá thai sau khi cô ấy biết rằng Bowles là một người hành nghề mại dâm. Bowles nói với các sĩ quan cảnh sát rằng anh ta đổ lỗi cho những người đồng tính nam về việc phá thai, và điều này khiến anh ta trở thành một kẻ sát nhân.

## Hậu quả
Vào tháng 5 năm 1996, Bowles nhận tội giết Walter Jamelle Hinton ở Jacksonville vào ngày 17 tháng 11 năm 1994. Hinton chết sau khi Bowles đập vào đầu bằng một tảng đá nặng 18 kg trong khi Hinton đang ngủ. Bowles nhận án tử hình vì tội giết Hinton. Vào tháng 8 năm 1997, khi đang nhận án tử hình vì tội giết Hinton, Bowles đã nhận tội đánh và bóp cổ Roberts vào năm 1994.
Bowles bị kết án 3 tội danh giết người và bị kết án tử hình, nhưng bản án đã bị Tòa án Tối cao Florida đảo ngược khi họ xác định rằng tòa án đã sai lầm khi cho phép bồi thẩm đoàn xét xử rằng Bowles ghét người đồng tính và nạn nhân là người đồng tính. Anh ta được đưa ra một phiên tòa tuyên án mới, và vào năm 1999 một lần nữa nhận án tử hình.
Bowles đã bị hành quyết bằng cách tiêm thuốc độc vào ngày 22 tháng 8 năm 2019, tại Nhà tù Bang Florida ở Starke. Bowles đã ăn ba cái bánh mì kẹp pho mát, khoai tây chiên và thịt xông khói trong bữa ăn cuối cùng.

## Nạn nhân
- Ngày 15 tháng 3 năm 1994: John Hardy Roberts, 59 tuổi
- Ngày 14 tháng 4 năm 1994: David Alan Jarman, 39 tuổi
- Ngày 4 tháng 5 năm 1994: Milton Joseph Bradley, 72 tuổi
- Ngày 13 tháng 5 năm 1994: Alverson Carter Jr., 47 tuổi
- Ngày 18 tháng 5 năm 1994: Albert Morris, 38 tuổi
- Ngày 16 tháng 11 năm 1994: Walter "Jay" Hinton, 47 tuổi